# BC Gilze
BC Gilze is een badmintonvereniging uit Gilze, Noord-Brabant. De vereniging is in 1979 opgericht en is aangesloten bij Badminton Nederland.
De bekendste speler die bij BC Gilze is begonnen is Jürgen Wouters, die in 2006 Nederlands Kampioen herendubbel is geworden.
Bij BC Gilze wordt op elk niveau gebadmintond, zowel jeugdleden als seniorenleden, van beginnende badmintonners tot aan competitiespelers in de tweede divisie landelijk. BC Gilze speelt en traint in Sporthal "Achter de Tuintjes" te Gilze.